# Nenad Peruničić
Nenad Peruničić, född 1 maj 1971 i Pljevlja i SFR Jugoslavien, är en montenegrinsk-tysk handbollstränare och tidigare jugoslavisk handbollsspelare (vänsternia).

## Klubbar
- RK Jugović (1988–1990)
- Röda stjärnan (1990–1993)
- PSG-Asnières (1993–1994)
- Elgorriaga Bidasoa (1994–1997)
- THW Kiel (1997–2001)
- SC Magdeburg (2001–2004)
- SG Wallau-Massenheim (2004–2005)
- al-Ahli SC (2005)
- SC Pick Szeged (2005–2006)
- FC Barcelona (2006–2007)
- Algeciras BM (2007)
- Röda stjärnan (2007–2008)
- RK Budućnost Podgorica (2008–2009)

## Meriter i urval
- Champions League-mästare två gånger: 1995 med Elgorriaga Bidasoa och 2002 med SC Magdeburg
- Cupvinnarcupmästare 1997 med Elgorriaga Bidasoa
- Spansk mästare 1995 med Elgorriaga Bidasoa
- Tysk mästare tre gånger: 1998, 1999 och 2000 med THW Kiel
- EHF-cupmästare 1998 med THW Kiel